# Gora Stahanova
Gora Stahanova (Transliteration von russisch Гора Стаханова Gora Stachanowa) ist ein Nunatak im ostantarktischen Coatsland. In den Read Mountains der Shackleton Range ragt er südöstlich des Strachey Stump auf.
Russische Wissenschaftler benannten ihn. Der weitere Benennungshintergrund ist nicht überliefert. Möglicher Namensgeber ist der russische Bergarbeiter Alexei Grigorjewitsch Stachanow (1906–1977), nach dem auch die Stachanow-Bewegung benannt wurde.